# Молдова (спортивне товариство)
Спортивне товариство «Молдова» (рос. Спортивное общество «Молдова») — республіканське профспілкове добровільне спортивне товариство Молдавської РСР, створене 1958 року.
Станом на 1960 рік у складі товариства було 264 колективи фізичної культури, що об'єднували понад 34 тисячі осіб. За підсумками 1959 року «Молдова» підготувала 15 майстрів спорту. Найвідоміша команда-представник товариства — ФК «Молдова» (сучасний «Зімбру»). Серед спортсменів: Василь П'ята (бокс).
Прапор «Молдови»: зелений з білою діагональною смугою, із зеленою емблемою (частина шестерні, гроно винограду та літера «М»).
Станом на 1972 рік «Молдова» об'єднувала 86,5 тисячі фізкультурників (з усіх 537,8 тис. фізкультурників республіки).
Існувало до 1980-х років, коли всі республіканські профспілкові товариства були підпорядковані всесоюзному товариству «Труд».